# 로베르 르 포르

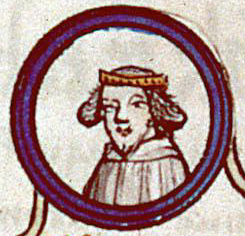
1384년경 작성된 로베르티앙 가문의 가계도에 나타난 로베르 르 포르

로베르 르 포르(프랑스어: Robert le Fort, 9세기초 ~ 866년 7월 2일)는 로베르가의 귀족이다. 별명은 호담공(le Fort).
그는 권세있는 프랑크 귀족 가문인 로베르가의 가문원으로 태어나, 훗날의 카페 왕조의 선조가 된다. 그는 위그 카페의 증조부이다. 로베르 르 포르는 앙주 백작, 오세르 백작, 느베르 백작이었다. 카롤루스 2세 칼부스는 853년 그를 앞서 열거한 지역의 missus dominicus로 임명한다. 858년 카롤루스 2세에 대한 반란에 참가한 로베르는 861년 항복하고 네우스트리아 국경지대 - 센강과 루아르강 사이 지역- 을 받는다. 그 후 그는 브르타뉴인과 노르만인 토벌로 유명해진다.

## 기원

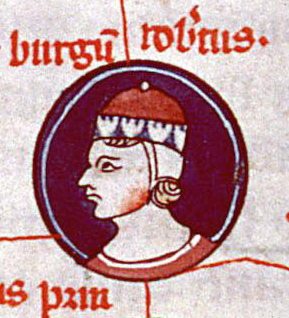
브장송 시립 도서관에 보존 중인 로베르티앙 가문 가계도에 수록된 로베르 르 포르

로베르 르 포르의 가계는 확실치 않으며 이설이 여러 가지 있다. 몇몇에 따르면, 그는 작센 혹은 게르만 기원이다. 20세기에 크리스티앙 세티파니에 의해 확실시된 카를 글뢰크너나 카를 페르디난트 베르네어같은 여러 역사가들의 연구는 로베르 르 포르의 가계와 생애에 대한 가설들과 확실성 여부에 대해 어느정도 밝혔다.
카페왕조 개창 1000년을 맞아 1987년 앙제에서 열린 심포지엄에서 사학자 카를 페르디난트 베르네어는 연대기작가 레지농 드 프륌을 증거로 로베르 르 포르의 가계가 라인 지방에 기원을 두고있음을 확인했다. 그의 조상은 다고베르투스 1세의 상서 (référendaire) 로베르처럼 메로빙거 왕조 후기에 네우스트리아에서 왕실 관련업 종사를 맡던 큰 가문을 만들었을 것이라고 사료된다. 그리고 764년 사망한 에스바예와 보름스 백작 로베르 1세처럼 아우스트라시아의 카롤링거 가문과 밀접한 친인척 관계를 가졌다고 보여졌다.

## 왕국의 귀족

### 카롤루스 2세 지지로 얻은 투르 백작위과 앙제 백작위
로베르 르 포르는 그가 라인 중부 지역을 떠난 해인 836년부터 문헌에 등장하기 시작했는데, 작위의 언급은 없었다. (그가 작위를 보유하지 않았다는 것은 아니다.) 루도비쿠스 1세 피우스의 자식들의 권력투쟁속에서 로베르는 외드 도를레앙의 사위이자 9촌의 남편인 카롤루스 2세 칼부스를 지지했다. 서쪽으로 대피하기 위해 모계쪽의 로타리우스 1세로 주군을 바꿨다.
852년 카롤루스 2세 칼부스는 그를 마르무티에의 세속 사제로 임명했고 다음 해에는 그를 네우스트리아의 여러 영지, 주로 투르와 앙제 쪽의 missus dominicus로 임명했다.

## 결혼과 자녀
- 외드
- 로베르투스 1세